# PostGIS
PostGIS — открытое программное обеспечение, добавляющее поддержку географических объектов в реляционную базу данных PostgreSQL. PostGIS разрабатывается в соответствии со спецификацией Simple Features для SQL от Open Geospatial Consortium (OGC).

## История
Первая версия была выпущена в 2001 году компанией Refractions Research под лицензией GNU General Public License. Стабильная версия «1.0» была выпущена 19 апреля 2005 года после 6 релиз-кандидатов. В 2006 году PostGIS была зарегистрирована OGC с формулировкой «реализует описанный стандарт» для «Simple Features для SQL».